# Zemljovid
Zemljovid ili zemljopisna karta je umanjeni prikaz Zemljine površine ili nekog dijela Zemljine površine. Zemljina površina, zbog zakrivljenosti, ne može se prikazati u ravnini bez deformacija, a ne mogu se predočiti ni sve pojedinosti i svi objekti na Zemljinoj površini. Prema tome su karte deformirane i pojednostavljene slike Zemljine površine s unaprijed određenom svrhom. Upotrebljavaju se za različite znanstvene, tehničke, gospodarske, vojne i kulturne potrebe, pa se i dijele prema mjerilu, sadržaju i svrsi.
Proces izrade karata uznapredovao je primjenom novih tehnologija poput satelitskih snimaka. Zemljopisne karte mogu prikazati bilo koji geografski podatak. Budući da je Zemlja trodimenzionalno tijelo, površina cijelog planeta ne može biti prikazana bez iskrivljenja. Zbog toga većina karata prikazuje ograničeno područje za određenu namjenu. Karte svijeta mogu biti izrađene, ali je potrebno odabrati projekciju koja će najvjernije prikazati odnose dijela svijeta bitnog za sadržaj karte.
Karta kao pojednostavljen prikaz prostora i navigacijska pomoć ističe odnose među objektima unutar prostora. Karta je dvodimenzionalni, geometrijski pouzdan prikaz trodimenzionalnog prostora. Znanost i umjetnost izrade karata naziva se kartografija.

## Uvod
Izrada karata potječe još iz kamenog doba i čini se da pomiče datum otkrića pisanog jezika unatrag za nekoliko tisuća godina. Jedna od najstarijih sačuvanih karata naslikana je na zidu Catala Huyuka u središnjoj Anatoliji (današnja Turska), a potječe od oko 6200. pr. Kr.
Dok se o kartama misli kao o proizvodima razumnog, znanstvenog pogleda na svijet, karte imaju i svoju mitsku kvalitetu. Predmoderne karte i tradicije kartiranja izvan zapadnjačke tradicije često su spajali zemljopis s neznanstvenom kozmografijom pokazujući odnos promatrača prema svemiru. Srednjovjekovne "T-O" karte, primjerice, pokazuju Jeruzalem u središtu svijeta, a u nekim slučajevima i odnos Zemljinog "tijela" prema Kristovom tijelu. Nasuprot tome, pomorske karte (ili "portolani") iz istog razdoblja s prikazom Sredozemlja izvanredno su pouzdane. Čak i danas ispod svoje čisto uporabne vrijednosti, karte mogu biti snažna retorička oruđa, pa je to bio izvor jako plodnog kriticizma karata tijekom zadnjih dvadeset godina, značajno u djelima J. B. Harleyja, Marka Monmoniera i Denisa Wooda.
Cestovne su karte danas možda najšire korištene karte te oblikuju podskup navigacijskih karata, koje također uključuju zrakoplovne i pomorske karte, karte željezničke mreže te planinarske i biciklističke karte. Društvenim kartama, uključujući GreenMaps, sve više raste važnost. U terminima kvantitete, najveći broj nacrtanih listova karata vjerojatno su napravili mjesni geodeti u službi općina, sakupljanja poreza, hitnih službi te ostalih mjesnih agencija. Mnoge nacionalne geodetske projekte izvršila je vojska poput Britanskog Ordnance Surveyja (sada građanska vladina agencija svjetski glasovita po svojem opsežnom detaljnom radu).

## Orijentacija karata
Konvencionalno većina geometrijsko pouzdanih karata sadrži tekst na vrhu kada je karta okrenuta sjeverom prema gore, dakle sjever se nalazi na vrhu lista.
Karte na kojima se sjever ne nalazi na vrhu:
1. polarne karte
2. dimaksionske karte
3. Neke pravokutne karte napravljene u Australiji pokazuju južni pol na svojemu vrhu. Nekima ovakva karta može izgledati okrenutom naglavce. One su prvenstveno namijenjene za novosti i turističke karte.
4. Stare karte Eda pokazuju japansku carsku palaču na "vrhu", ali također i u središtu, karte. Oznake na karti okrenute su na takav način da ih se ne može ispravno pročitati sve dok se carska palača ne postavi iznad glave.
5. Europske srednjovjekovne T i O karte poput Herefordske karte svijeta imaju središte u Jeruzalemu, a istok na vrhu.

Ako je osoba smještena na identificiranoj točki unutar područja neke karte, tada se karta može orijentirati na takav način da svaka točka na karti leži u istom smjeru kao odgovarajuće točke u stvarnosti. Primjena navigacije na taj način naziva se orijentiranje.
Za okomito smještene karte koje predstavljaju vodoravno područje zbiljska orijentacija, naravno, nije moguća ali ponekad se približno određuje postavljajući smjer naprijed prema gore.
Povremeno se karta nalazi na stropu, ispravno pokazujući smjerove; u tom slučaju, gledajući gore nalaze se u smjeru kazaljke na satu smjerovi naprijed, lijevo, natrag i desno. Ako je karta pripremljena na stolu, kako bi se postavila na strop, tada se na stolu nalazi zrcalna slika normalne karte.

## Mjerilo i pouzdanost
Mnoge, ali ipak ne sve karte napravljene su u mjerilu, dopuštajući čitatelju da shvati stvarne veličine i udaljenosti među nacrtanim objektima. Veće mjerilo pokazuje više detalja, stoga traži veću kartu za prikazivanje istog područja. Primjerice, karte namijenjene planinarima često su u mjerilu omjera 1:24,000, što znači da 1 bilo koje jedinice mjerenja na mapi odgovara 24,000 istih jedinica u stvarnosti; dok su karte namijenjene motoristima često u mjerilu 1:250,000. Karte koje koriste neku kvalitetu osim fizičkog područja za određivanje relativne veličine nazivaju se kartogrami.
Poznati primjer karte bez mjerila je karta Londonske podzemne željeznice koja najbolje ispunjava svoju namjenu tako što je fizički manje pouzdana, a više vizualno komunikativna prema užurbanom pogledu radnika. To nije kartogram (jer ne postoji nikakvo dosljedno mjerenje udaljenosti) nego topološka karta koja također oslikava približne smjerove. Jednostavne karte prikazane na nekim cestovnim znacima smjerova sljedeći su primjeri takve vrste.
Zapravo većina komercijalnih navigacijskih karata poput cestovnih karata i planova gradova, žrtvuju određenu količinu pouzdanosti u mjerilu kako bi pridonijeli veću vizualniju korisnost njenom korisniku, na primjer pretjerivanje u širini cesta. Sličnog mišljenja kao i krajnji korisnik, kartografi će cenzurirati sadržaj prostora oslikanog kartom kako bi omogućili korisnije oruđe tom korisniku. Na primjer, cestovna karta može i ne mora prikazivati željezničke pruge, a ako da, može ih prikazati manje jasnije nego autoceste.

## Vrste karata
Prema mjerilu karte se dijele na karte krupnog, srednjeg i sitnog mjerila. Karte krupnog mjerila (do uključivo 1:100 000) dobivaju se neposredno reprodukcijom originalnih terenskih snimaka. Karte srednjeg mjerila (od 1:100 000 do 1:500 000) izrađuju se iz karata krupnog mjerila. Karte sitnih mjerila (od 1:500 000 i dalje) izrađuju se iz karata srednjeg mjerila.
Prema sadržaju i svrsi karte se dijele na: zemljopisne karte, na kojima su prikazani veći ili manji dijelovi nekog područja Zemlje (mogu biti krupnog, srednjeg i sitnog mjerila); geološke karte, prikazuju geološke formacije na Zemljinoj površini i ispod nje, a izrađuju se na temelju postojećih zemljopisnih karata unošenjem stratigrafskih i petrografskih podataka; pomorske karte konstruirane su specijalno za pomorski promet; sadržavaju sve elemente za navigaciju, reljef morskog dna (dubine), položaje hridina i podvodnih grebena, morsku obalu i objekte na obali koji su važni za navigaciju. Topografske karte prikazuju u određenom mjerilu dio Zemljine površine u položajnom i visinskom smislu; na orografskim kartama predočene su planine nekog kraja ili čitave države; hidrografske (hidrološke) karte prikazuju vode nekog kraja, a etnografske obitavalište i rasprostiranje nacionalisti nekog kraja. Prema svrsi, karte mogu biti još: povijesne, statističke, turističke, prometne (automobilske), meteorološke i druge.

## Karte svijeta i projekcije
Karte svijeta ili velikih područja često su 'političke' ili 'fizičke'. Najvažnija namjena političke karte je prikazivanje teritorijalnih granica; namjena fizičke je prikazivanje zemljopisnih obilježja poput planina, vrste tla ili upotrebe zemljišta. Geološke mape prikazuju ne samo fizičku površinu, već i karakteristike podložnih stijena, rasjednih linija i podpovršinskih struktura.
Karte koje oslikavaju površinu Zemlje također koriste projekciju, tj. način prenošenja trodimenzionalne stvarne površine geoida na dvodimenzionalni list papira. Možda najpoznatija projekcija karte svijeta je Mercatorova projekcija, izvorno namijenjena kao oblik pomorske karte.

## Prikupljanje kartografskih podataka
Nove tehnologije, kao što je satelitsko snimanje i zračno fotografiranje, omogućile su izradu najsloženijih karata. No, tradicionalne kartografske tehnike, poput geodetskih, još su uvijek bitan dio procesa. Da bi karta bila upotrebljiva, mora sadržavati mrežu stalnih točaka pomoću koje svako područje na Zemlji može biti locirano. Prije upotrebe alata poput zračnih snimaka kartografi su rabili triangularnu mrežu koja je omogućavala mjerenje kutova između markera u prostoru, kao što su naprimjer vrhovi brežuljaka. Na taj način udaljenosti među referentnim točkama mogu biti izračunate bez mjerenja na terenu. Visine se obično prikazuju izohipsama. To su linije koje spajaju točke iste visine.

## Elektroničke karte
Od zadnje četvrtine 20. stoljeća, nezamjenjiv alat kartografa je računalo. Veći dio kartografije, posebno kod geodetskog prikupljanja podataka, obuhvaćen je geografskim informacijskim sustavom (GIS). Čak i kada GIS nije upleten, većina kartografa sada koristi različite računalne grafičke programe za stvaranje novih karata. Interaktivne, računalno obrađene karte komercijalno su dostupne i dopuštaju korisnicima zumiranje (odnosno da povećaju ili smanje mjerilo), ponekad zamjenjujući jednu kartu s drugom različitog mjerila sa središtem gdje je moguće u istoj točki. Satelitski navigacijski sustavi u automobilu su računalno obrađene karte s planiranom rutom i obavještajnim uređajima koje promatraju položaj korisnika putem satelita.
S gledišta računalstvenika, zumiranje u određenom redu jedne ili kombinacije više njih:
1. zamjenjuje kartu s drugom detaljnjijom
2. povećava istu kartu bez povećanja piksela, dakle pokazuje više detalja
3. povećava istu kartu s povećanjem piksela (zamijenjenih pravokutnicima piksela); bez dodatnih prikazanih detalja, ali ovisno o kakvoći nečijeg pogleda moguće je vidjeti više detalja; ako računalni prikaz ne pokazuje susjedne piksele stvarno odvojene, nego preklopljene (to ne uključuje LCD, ali može katodnu cijev), onda zamjenjivanje jednog piksela pravokutnikom piksela pokazuje više detalja. Razlika u ovoj metodi je izvođenje interpolacije.

Na primjer:
- Tipično (2) se primjenjuje na datoteku prijenosnog dokumentnog formata (PDF). Povećanje u detaljima je, naravno, ograničeno na informaciju koju sadrži datoteka: povećanjem krivulje može na kraju rezultirati u serijama standardnih geometrijskih oblika poput ravnih linija ili kružnih lukova.
- (2) može se primijeniti na tekst i (3) na skicu obilježja karte poput šume ili zgrada.
- (1) može se primijeniti na tekst (prikazujući oznake za više obilježja), dok (2) se primjenjuje na ostatak slike. Tekst se ne povećava nužno kada se zumira. Slično, cesta prikazana dvostrukom linijom može ali i ne mora postati šira prilikom zumiranja.
- Karta može također imati slojeve koji su djelomice rasterska, a djelomice vektorska grafika. Za pojedinačnu sliku rasterske grafike (2) primjenjuje se sve dok pikseli na slici datoteke ne odgovaraju pikselima na prikazu, prema tome (3) primjenjuje se.

Riječ "karta" također se koristila za opisivanje mjesta unutar videoigara poput SOCOM II: U.S. Navy SEALs i Counter-Strikea, koje igrači koriste za natjecanje kao sinonim za razinu.
Vidi također Web stranica (grafika), PDF, Mapquest ili Yahoo! Maps.

## Više informacija
- Atlas (kartografija)
- Karta svijeta
- Topografska karta
- Geološka karta
- Navigacijska karta
- Kartogram
- Katastarski plan
- Tlocrt
- Izrada karata
- Ordnance Survey
- Google Maps